# Ижгорская
Ижгора, ранее Ижгорская — исчезнувшая деревня на территории Пудожского района Республики Карелия России. Ранее входила в состав Бураковского общества Авдеевской волости Пудожского уезда Олонецкой губернии Российской Империи.

## Этимология
Название произошло, вероятно, от фин. hiisi, означавшего прежде всего «черт, леший», а также «отдаленное, наводящее страх место». В эстонском и старофинском языках слово имело также значение «священная роща, кладбище».

## История
По данным за 1873 год в деревне Ижгорской насчитывалось 9 домов, в которых проживало 62 человека, и имелась православная часовня.
Согласно «Списку населённых мест Олонецкой губернии» за 1905 год, деревня находилась при Тягозере, на расстоянии 48 верст от уездного города и почтового отделения, 12 верст — от волостного правления, 63 версты — от пароходной пристани.
Население состояло из 120 крестьян: мужского пола было 66, женского — 54. Семей 20, дворов — 15.
Имелся скот: 23 лошади, 46 коров и 45 голов прочего скота.
В советское время деревню Ижгора постигла судьба многих малых деревень, которых окрестили «бесперспективными». Началось «укрупнение», в результате которого жителей переселили в более крупные поселки и города.